# Mick Dierdorff
Mick Dierdorff (nascido em 30 de abril de 1991) é um snowboarder estadunidense. Ele competiu nos Jogos Olímpicos de Inverno de 2018 e participou do Campeonato Mundial de Esqui Estilo Livre de 2019, ganhando uma medalha.